# Pite älvdal
Pite älvdal är en beteckning för en region utmed Piteälven. Regionen består av kommunerna Piteå, Älvsbyn, Arvidsjaur och Arjeplog och är cirka 22 000 kvadratkilometer. Dialekterna i dessa kommuner är besläktade på grund av de möjligheter till kommunikation som älven historiskt givit. 